# حوض‌ماهی
روستای حوض‌ماهی، (Hoz Mahi) روستایی تاریخی با قدمت بیش از ۷۰۰ سال است، که در نزدیکی شهرستان مبارکه و در ۸۶ کیلومتری جنوب غربی شهر اصفهان واقع شده‌است.
این روستا دارای کمتر از ۵۰۰ نفر جمعیت است و به همراه روستاهای آبرو، لاو و قلعه سفید در تقسیمات کشوری جزء دهستان طالخونچه می‌باشد.
نام این روستا از حوضی گرفته شده‌است که در جنوب روستا و در نزدیکی کوهی به نام سکو پهن، قرار دارد. ابعاد این حوض تقریباً ۱۵ در ۱۵ متر و عمق آن نزدیک یک متر است، که معمولاً آب تا نیمی از عمق آن را فرا گرفته‌است. آب این حوض از چشمه‌ای در کنار آن فراهم می‌شود که تا کنون با وجود خشک‌سالی‌های متعدد جریان آب آن متوقف نشده‌است.
شغل اصلی اهالی روستا دام پروری و کشاورزی بوده‌است. در گذشته به دلیل کم شدن آب چشمه مردم روستا به این باور رسیدند که این چشمه هدیه پیغمبر خداست و نباید از آن شکارکرد و فروش ماهی‌های حوض ممنوع شد.
شهرت اکثر مردم روستا شجاعی است.
روستای حوض‌ماهی در سال ۱۳۸۶ بنا بر مصوبهٔ دولت، بعنوان منطقه نمونه گردشگری استان اصفهان شناخته شده‌است. (تصویبنامه ۴۱۴۷۸/ت37485)

## عقاید و باورهای مردمی
ماهی‌ها : حوض واقع در این روستا، دارای ماهی‌های درشت قرمز و خاکستری رنگی است که بنا بر اعتقاد اهالی، نباید مورد آزار قرار بگیرند یا شکار شوند.
زیارتگاه : در کنار حوض این روستا، زیارتگاه کوچکی وجود دارد که اهالی حاجت‌های خود را با توسل به آن می‌جویند. اهالی روستا معتقد هستند که این زیارتگاه خوابگاه عُزَیر (Ozayr) نبی است. (بنا بر اعتقاد مسلمانان عُزَیر، یکی از پیامبران خدا است. در آیهٔ ۲۵۹ سورهٔ بقره در قرآن کریم، داستان تردید او دربارهٔ زنده شدن مردگان پس از مرگ، ذکر شده‌است. عُزَیر به فرمان خداوند، به مدت ۱۰۰ سال در مکانی به خواب می‌رود -می‌میرد- و دوباره به امر خداوند زنده می‌شود، خداوند از این واقعه بعنوان نشانه‌های خود برای مردم یاد می‌کند). اهالی روستا معتقدند که چشمهٔ آب کنار حوض در اثر برخورد عصای عُزَیر نبی جوشیده‌است.
تپهٔ خونی :
در نزدیکی حوض، تپه‌ای با خاک قرمز رنگ وجود دارد و به گفتهٔ اهالی محل کشته شدن حضرت یحیی یکی از پیامبران خداست.

## تاریخچه
قدمتی روستای حوض‌ماهی بیش از ۷۰۰ سال است و در زمان حمله روس‌ها به ایران مورد هجوم واقع شده‌است.

## نگارخانه

نمایی از زیارتگاه کنار حوض